# گروه سرمایه‌گذاری سیگما
گروه سرمایه‌گذاری سیگما (انگلیسی: Sigma Investments Group) شرکت خدمات مالی اردنی است، که در سال ۲۰۰۴ توسط ایمان مطلق تأسیس شد.